# 石橋公園站
石橋公園站（英語：Stonebridge Park station）是一個英國國營鐵路公司車站，介於布倫特區托京頓和石橋之間。設有倫敦地上鐵（沃特福德直流電鐵線）以及倫敦地鐵（貝克盧線）服務，並使用同一個月台。車站位於阿根他路，因鄰近連接北環路（A406）和哈羅路（A404）的交匯道路命名。
此站不應與鄰近此站、位於多丁丘線的哈利斯登站 (米德蘭)混淆，該站於1902年關閉，有時被稱為「石橋公園」站。

## 歷史
服務此站的路線由倫敦及西北鐵路作為它們的「新線」計劃一部分，在1912年6月15日通車。該路線在1917年1月9日關閉，但在1917年8月1日貝克盧線列車停靠而重開。此站重開主要是因為車站距離西北面現時倫敦地鐵車廠不遠。而現時已經與直流電鐵線無任何直接連繫、介於石橋公園站和石橋公園倫敦地鐵車廠的車棚，原初用於直流電鐵線停泊倫敦及西北鐵路的列車。
現時的車站月台和附屬大樓首先由倫敦米德蘭及蘇格蘭鐵路興建，但被二戰空襲時炸毀原有建築物，因此位於地面層的售票廳看起來像原初的大樓一樣。月台層的重建風格與原初直流電鐵線車站的風格不同（但又與冋線1938年的南肯頓站不同），盡用混凝土和鋼而不使用帶有木和玻璃棚的磚製建築。1940年代建築物曾受到兩場主要大火，以致於要重建上側月台大樓和後來拆除下側月台大樓的一部分。後來的升級和月台結構改善工程和升級恢復了基本1940年代面貌。
部分位於北環路東南面的軌道結構直至1980年代仍然可見，顯示月台曾經位於比現時位置沿路線更靠近尤斯頓，然而1920年代英國地形測量局地圖顯示原初和現時/戰後的車站位置相同。這些結構似乎是戰爭時期臨時建立的月台，而非任何早期獨立的車站重建而來。
由1982年9月24日至1984年6月4日為止，此站是貝克盧線的北面營運總站。
倫敦地鐵的石橋公園車廠位於車站西北面500公尺。

## 接駁交通
倫敦巴士18、112、440路、學校路線611路以及夜間路線N18路服務此站。

## 鄰近景點
- 倫敦王牌咖啡店（英语：Ace Cafe London）

## 外部連結
- 列车时刻表及车站信息：石橋公園站，来自英国铁路官方网站